# Clubiona pashabhaii
Clubiona pashabhaii là một loài nhện trong họ Clubionidae.
Loài này thuộc chi Clubiona. Clubiona pashabhaii được miêu tả năm 1973 bởi Patel & Patel.